# کلانگ
کلوانگ (به لاتین: Kluang) یک منطقهٔ مسکونی در مالزی است که در کلوانگ واقع شده‌است.